# Stattmatten
Stattmatten je občina v departmaju Bas-Rhin francoske regije Alzacija.
Leta 1990 je v občini živelo 570 oseb oz. 145 oseb/km².